# NGC 2023
NGC 2023 è una nebulosa diffusa visibile nella costellazione di Orione.
Fa parte del Complesso di Orione; è una delle sorgenti di idrogeno molecolare fluorescente più luminose del cielo. È illuminata dalla brillante e massiccia stella HD 37903, il membro più luminoso di un ammasso aperto formato da giovani stelle che illuminano questa ed altre nebulose, come IC 434. Si individua circa 0,3° ad est della Nebulosa Testa di Cavallo e infatti si mostra spesso, non indicata, nelle immagini di quella nebulosa come una macchia bluastra.

## Caratteristiche
NGC 2023 è una piccola nebulosa che brilla per riflessione della luce prodotta dalla stella HD 37903, di classe spettrale B5, da cui prende il colore marcatamente azzurrognolo; si tratta della parte illuminata più meridionale di Orion B. Gli studi condotti all'infrarosso hanno mostrato che al suo interno si trova un ammasso composto da 16 sorgenti infrarosse coincidenti con altrettante stelle giovani, circondate dai gas da cui si sono originate; fra queste l'unica osservabile anche nella banda della luce visibile è la stessa che illumina la nube, essendo la più massiccia e l'unica non oscurata dalle polveri direttamente.
La distanza della nube è stimata sui 475 pc (1550 al) e le sue stelle illuminanti sono molto meno brillanti di quelle di grande massa tanto comuni nella regione di Orione; nonostante la presenza delle protostelle, negli studi condotti a più lunghezze d'onda sono emersi indizi che farebbero intendere che la regione centrale della nebulosa è fredda e ancora priva di stelle. Le molecole qui sarebbero infatti aggregate e congelate in granuli, come sembra emergere dalle linee di emissione rilevate nel nucleo della nube.
La nebulosa costituisce inoltre una delle sorgenti di idrogeno molecolare più brillanti dell'intera volta celeste; ciò la rende un perfetto laboratorio per lo studio della fluorescenza di questo gas. La sua struttura forma una cavità sulla superficie del complesso nebuloso in cui è immersa, mentre la radiazione ultravioletta delle stelle in essa avvolte opera una fotolisi sulle sue molecole.
Ai raggi X la sorgente più brillante è catalogata come A11, più una protostella di classe 0, ossia del tipo più giovane, catalogata come NGC 2023-MM1: si tratta di una delle prime protostelle di questo tipo mai individuate, poiché lo spesso strato di gas e polveri che le avvolge rende la loro scoperta particolarmente difficile, anche ai raggi X.